# Muntanya Yoshino
La muntanya Yoshino (吉野山, Yoshino-yama) és una muntanya situada al poble de Yoshino, en el districte de Yoshino, en la prefectura de Nara, al Japó. El 2004 va ser catalogada com a Patrimoni de la Humanitat de la UNESCO al costat de la resta del conjunt denominat «Llocs sagrats i camins de pelegrinatge de les muntanyes de Kii».

## Geografia
Geogràficament, el terme es refereix a la ciutat de Yoshino, la regió nord de Yoshino i el centre de les muntanyes Kii, i la mateixa muntanya Yoshino.

## Història
Yoshino era un indret freqüentat per la cort imperial des del moment en què el capital s'establí a Asuka, el segle vii; l'Emperador Tenmu (631-686) s'hi va instal·lat a l'indret abans de la guerra de Jinshin i l'Emperadriu Jitō (645-703) residia freqüentment.

## Religió
La muntanya és un santuari del shinto, del budisme i del shugendō, culte ascètic i sincretista de les muntanyes japoneses. En l'antiguitat, el lloc era un lloc sagrat de les religions primitives, possiblement associades a un culte taoista de immortalitat.

## Cultura

### Art i poesia
La muntanya Yoshino és el tema central d'un poema waka de la col·lecció de poemes del segle x anomenada Kokin Wakashū, així com un tema important en diversos poemes del Hyakunin Isshu. També els cireres presents són un tema recurrent i freqüent a la literatura i pintura japonesa tradicional i, sobretot, a moviment artístic Yamato-e.

### Santuaris i cireres en flor
Poden trobar-se importants destinacions religioses i de peregrinació entorn la muntanya, que inclouen el santuari Yoshino Mikumari, el santuari Kimpu i el Kinpusen-ji. És molt coneguda pels abundants cirerers en flor que hi creixen als seus vessants, els primers dels quals es van plantar durant l'arribada dels monjos i l'establiment dels primers santuaris fa 1300 anys. La seva presència atreu a multitud de visitants durant l'efímer sorgiment de les flors a la primavera —símbol al Japó de la mortalitat i una metàfora de la vida humana— i també pels seus colors tardorencs a la fi d'octubre.
Els cirerers creixen en grans quantitats al voltant de tota la muntanya i es diu que avui dia superen els 30000 en total. La majoria d'aquests cirerers estan agrupats en quatre denses acumulacions d'arbres que reben el nom de senbon (mil arbres) localitzades a diferents altituds per afavorir la seva florida en diferents parts de la primavera el que fa que des que els primers comencin a florir en la part inferior fins que floreixin els últims puguin passar fins a dues setmanes. Aquests agrupaments (de major a menor altitud) reben el nom de oku-, kami-, naka-, i shimo-senbon i es troben en terrenys dels santuaris al llarg del recorregut fins al cim.

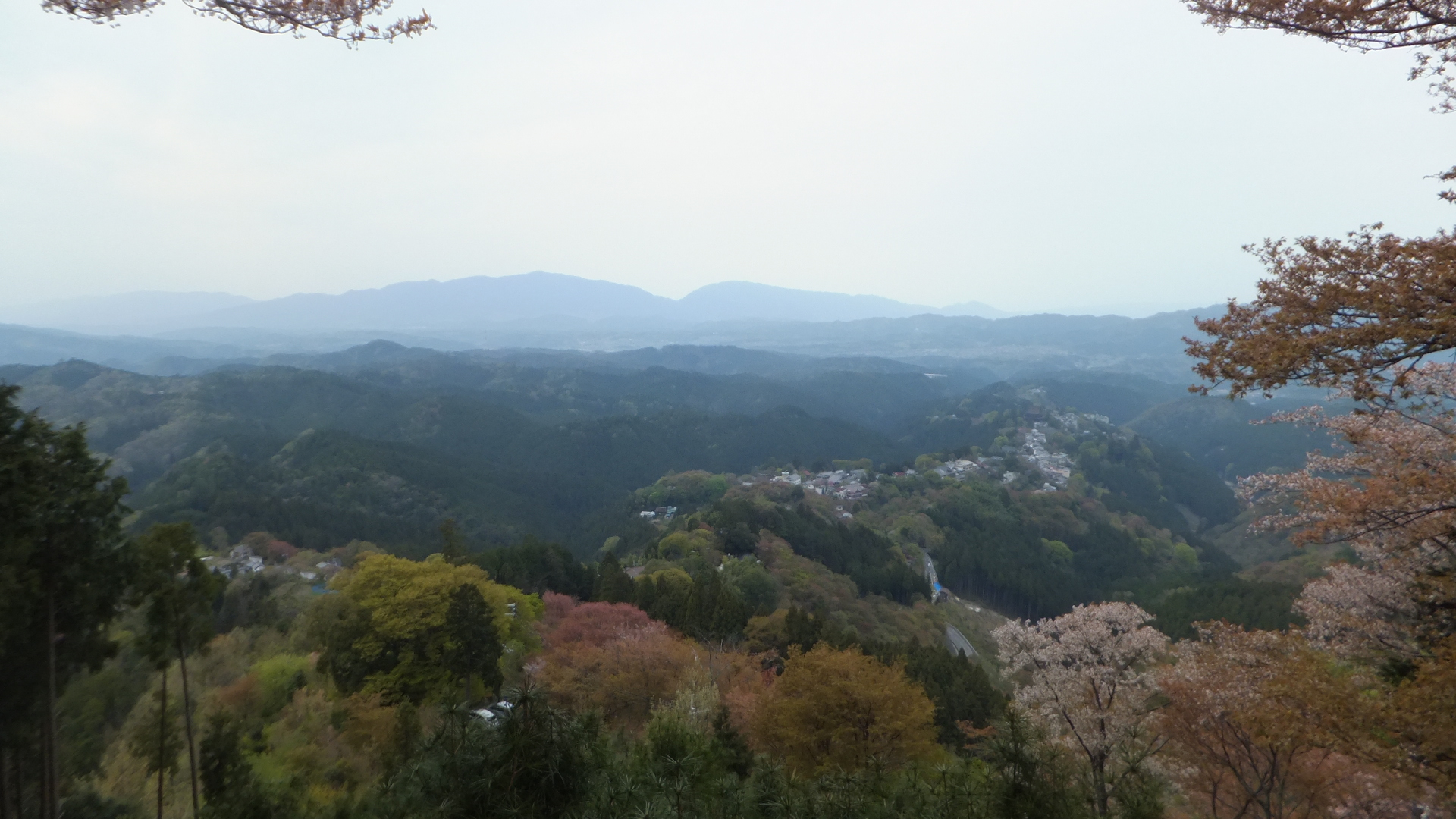
Vista general
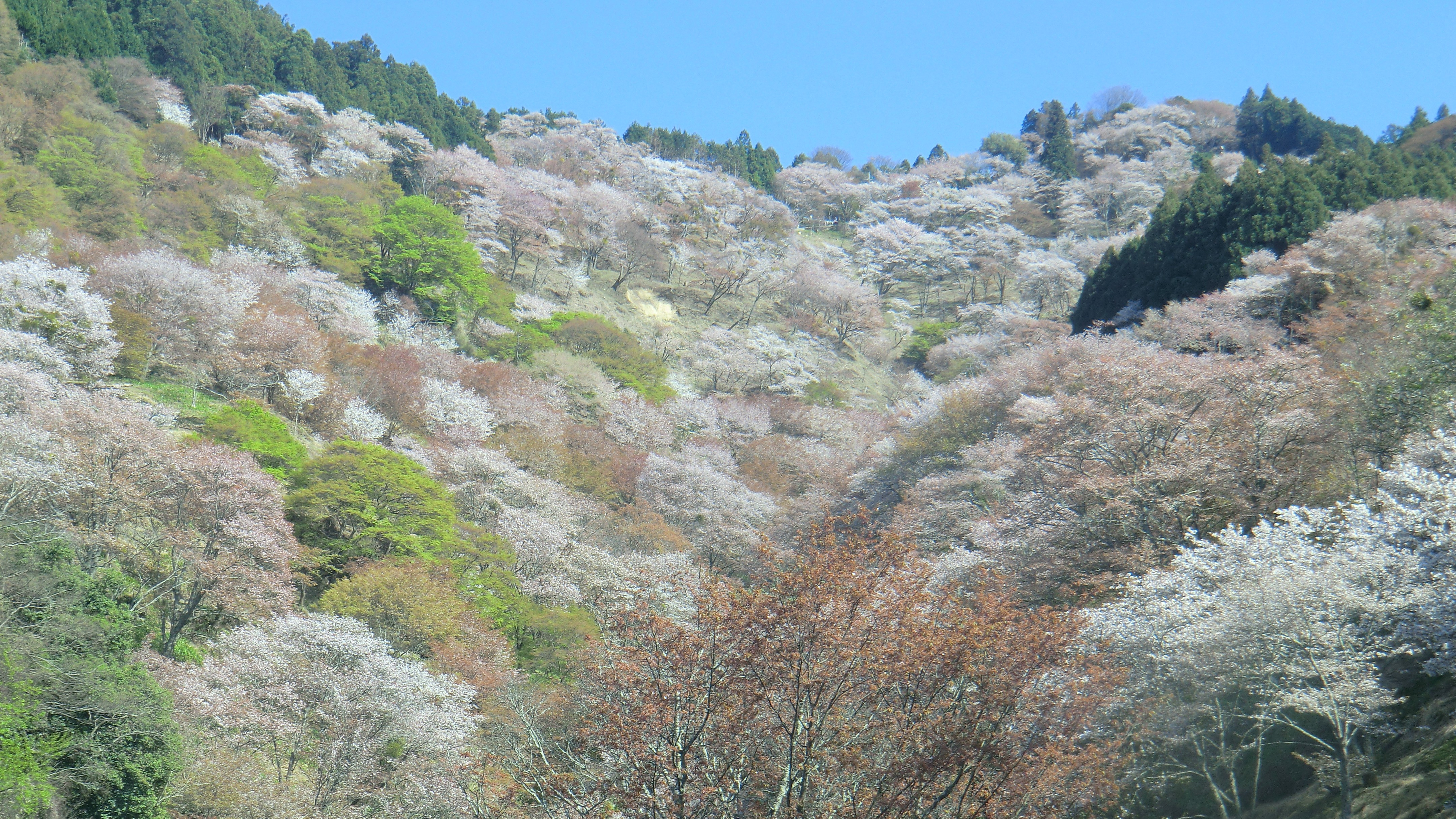
Cirerers en flor
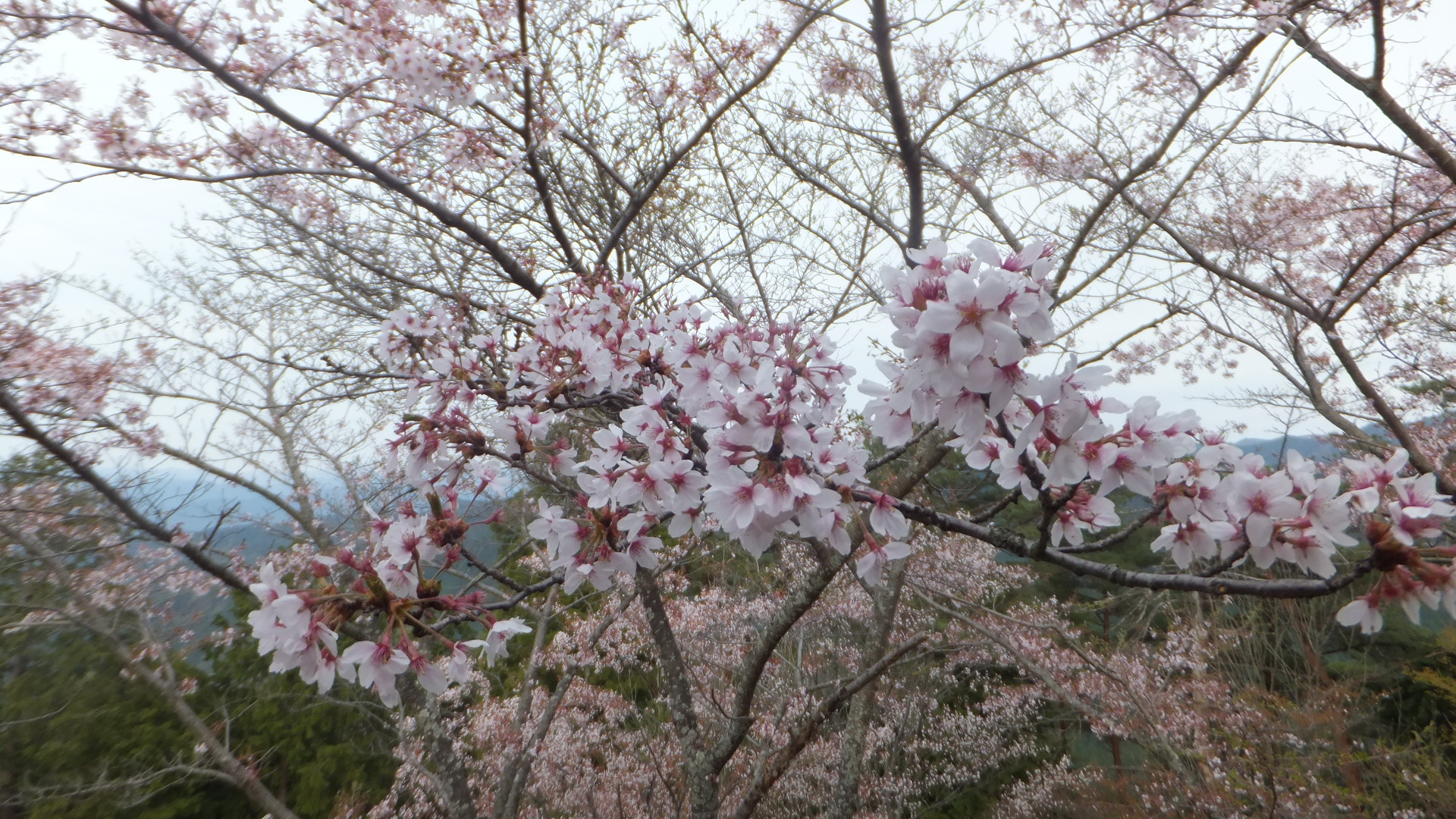
Detall de les fors del cireres a la muntanya Yoshino
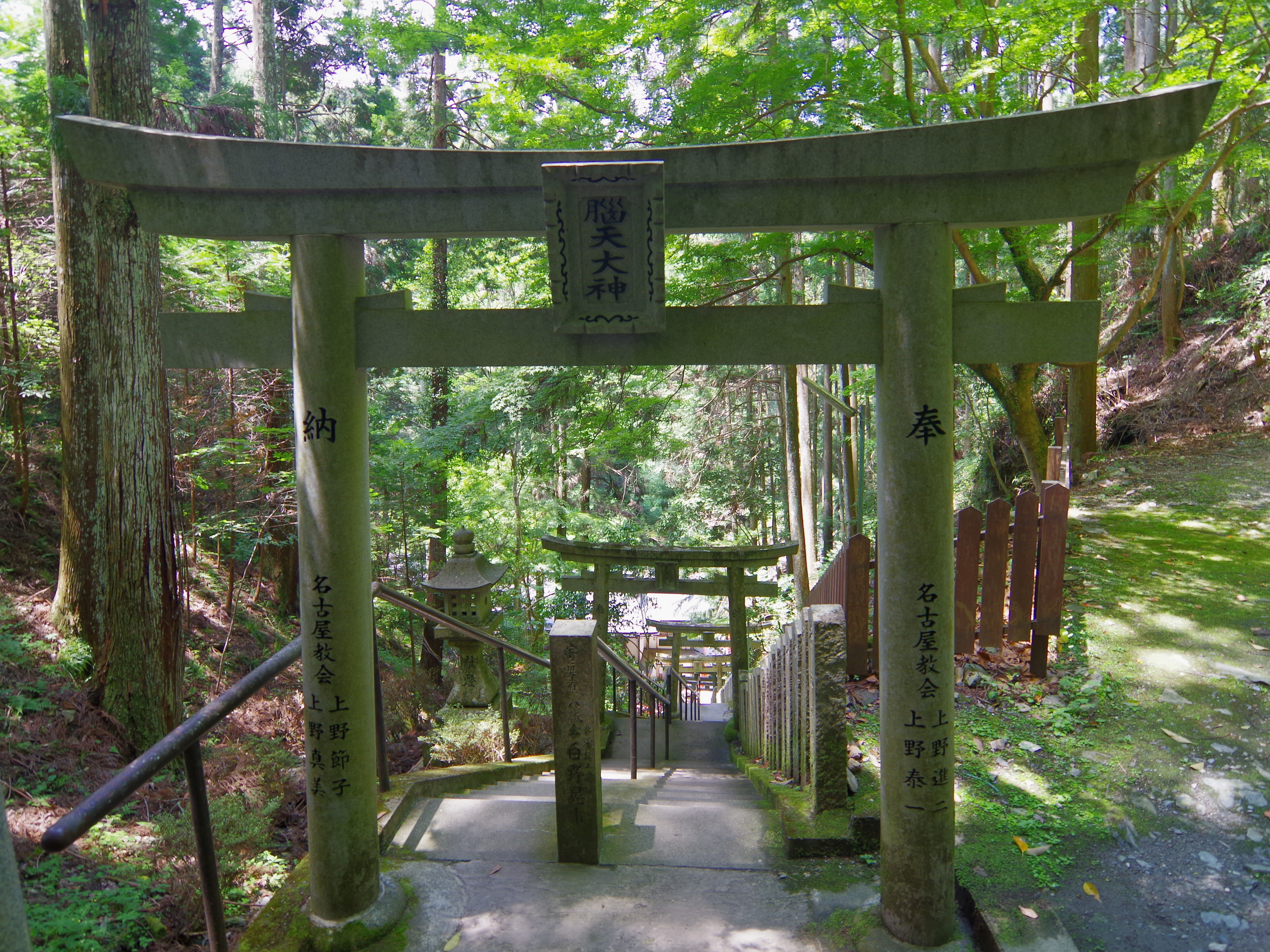
Detall